# John Murphy (Politiker)

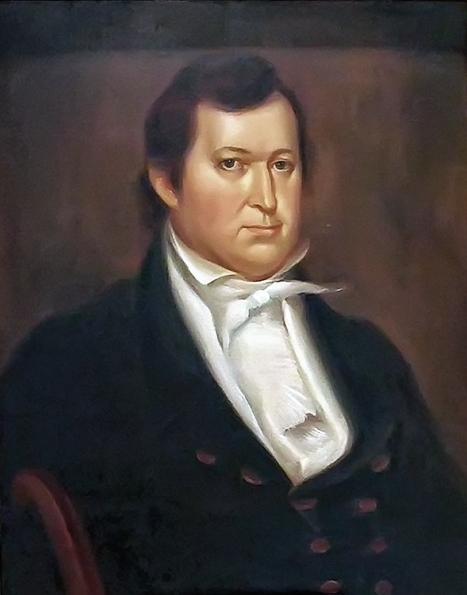
John Murphy

John Murphy (* 1786 in Columbia, Robeson County, North Carolina; † 21. September 1841 im Clarke County, Alabama) war ein US-amerikanischer Politiker (Demokratisch-Republikanische Partei) und von 1825 bis 1829 der 4. Gouverneur von Alabama.

## Frühe Jahre und politischer Aufstieg
Der in North Carolina geborene John Murphy zog mit seiner Familie nach South Carolina, wo er das South Carolina College besuchte und 1808 graduierte. Dort war er mit dem späteren Gouverneur von Alabama, John Gayle, und dem prominenten Politiker James Dellet zusammen. Nach seinem Abschluss arbeitete er von 1810 bis 1817 als Angestellter im Senat von South Carolina. Ferner war er zwischen 1808 und 1818 Treuhänder der University of South Carolina. Danach zog er 1818 nach Alabama, wo er Eigentümer einer Plantage in Monroe County wurde. Er begann Jura zu studieren und wurde schließlich als Anwalt zugelassen. Murphy entschloss sich eine politische Laufbahn einzuschlagen, beginnend 1819 als Mitglied des Verfassungskonvents. Er wurde 1820 Mitglied des Abgeordnetenhauses von Alabama und 1822 des Senats von Alabama.

## Gouverneur von Alabama
Alabamas Gouverneur Israel Pickens entschied sich für Murphy als seinen Nachfolger. Dieser wurde praktisch ohne Gegenkandidat mit 12.511 Stimmen am 1. August 1825 gewählt. Seine Vereidigung fand am 25. November 1825 statt; er wurde 1827 wiedergewählt. Die wichtigsten Probleme während Murphys Amtszeit waren die Beilegung des weitergehenden Streits über den Sitz der Hauptstadt, die Probleme mit der Staatsbank, die Vertreibung der Creek-Indianer, die Besiedlung zwischen Mississippi und Alabama, sowie die Grenzlinie zwischen Georgia und Alabama. Zum Ende seiner Amtszeit wurde die Landeshauptstadt von Cahaba nach Tuscaloosa verlegt und eine Postroute nach New Orleans eröffnet. Ferner bewilligte der US-Kongress einen Landverkauf, um mit dem Erlös den Kanal bei Muscle Shoals zu finanzieren.

## Weiterer Lebenslauf
Nach seiner Zeit als Gouverneur ging er zurück auf seine Plantage. Nach der missglückten Wahl von 1831 kandidierte er nochmals bei der Wahl von 1833 für das US-Repräsentantenhaus und gewann schließlich. Dabei bezwang er seinen ehemaligen Mitschüler James Dellet, der ihn aber 1839 wiederum besiegte. Danach zog sich Murphy auf seine Plantage zurück, wo er am 21. September 1841 verstarb. Er wurde auf seiner Plantage nahe Gosport beigesetzt. Er war zwei Mal verheiratet: mit Sarah Hails und Sarah Carter. Das Ergebnis dieser Verbindungen waren drei Kinder.